# فورد مونديو
فورد مونديو (بالإنجليزية: Ford Mondeo)‏ هي سيارة رياضية متوسطة الحجم تباع من قبل شركة فورد للسيارات في العديد من أسواق العالمية. اسم مونديو ينحدر من الكلمة اللاتينيه "Mundus" وتعني العالم. بدأت شركة فورد بإنتاج هذه السيارة من عام 1992 وأستمرت بإنتاجها إلى الآن.
بدأت صناعة هذه السيارة وتجميعيها في مصانع جينك البلجيكية
وأول سيارة عرضت في الاسواق كانت سنة 1993

## الجيل الأول mk1
كانت هذه السيارة آنذاك سابقة لعصرها بسبب التقنيات التي تمتلكها السيارة آنذاك .ومن هذه التقنيات كانت هناك نظام VSC وTCوCORTAIN AIRBAGS ومقاعد الامامية ذات تعديل كهربائي واحزمة امان تقوم بشد الجسم أثناء الاصطدام بعكس الاحزمة الأخرى وINTELEGIN ALL WHEEL DRIVE SYSTEMونظام تعليق خلفي مكون من 4 محاور لعمل على سلاسة أثناء القيادة كما هو مستعمل في السيارات الفارهة وهذ النظام التعليق مستخدم إلى حد الآن في جميع سيارات مونديو حتى وقنا الحاضر.هناك عده اجيال لكنها ليست جديدة بالكامل وهي MK2 و MK3 فقط في تغييرات المظهرية فقط واعتمدت على 5 أنواع من المحركات للجيلين الأول والثاني وهي
1.6 زيتيك بقوة 90حصان @6000دورة
1.8زيتيك بقوة 115حصان@5600دورة
2.0زيتيك بقوة 136حصان@5300دورة
1.8ديزل توربو جارج بقوة 90 حصان
2.5V6 بقوة 172 حصان وعزم 229 نيوتن متر

## الجيل الرابع MK4
في هذا الجيل تم إطلاق الشكل الجديد لطراز مونديو بحيث أصبح الوجه الامامي وكأنها ASTON MATIN من خلال شبكها الامامي. وتم الدمج بين سوقين الأمريكية والاوربية بسماح لفورد فيوجن ان تصبح بديلا عن مونديو في الاسواق الأمريكية. وتم إطلاق هذه النسخة في 2013\12\12 بعد مؤتمر العام الذي حصل بين الشركتين ...وتتمتع هذه السيارة بطرازات S و SE و TITANUM وPLATIUM وSPORT
وتحتوي هذا الجيل الجديد بالكامل على ستة أنواع من المحركات أربعة منها بتقنية ايكوبوست (ECOBOOST) واثنان من محركات الديورتك
1.5L ECOBOOST TURBOCHARGE 179HP
1.6L ECOBOOST TURBUCHARGE 181HP
2.0L ECOBOOST TURBOCHARGE 240HP
2.7L V6 ECOBOOST TWINTURBOCHARGE 329HP*
(متوفرة فقط في نسخة SPORT)
2.5L DURATIC 175HP
2.0L DURATIC 145HP+HYBRIDE 45HP=190HP